# Copa d'Àfrica de Nacions 1972
El 1972 es disputà la vuitena edició de la Copa d'Àfrica de Futbol, al Camerun. Es mantingué el format de l'edició anterior. La República del Congo es proclamà campiona després de derrotar Mali, per 3 a 2, a la final.

## Fase de classificació
Hi participaren aquestes 8 seleccions:
| Equips                | Participacions anteriors    | Millor resultat      |
| --------------------- | --------------------------- | -------------------- |
| Camerun (amfitrió)    | 1 (1970)                    | Primera ronda (1970) |
| Congo                 | 1 (1968)                    | Primera ronda (1968) |
| Kenya                 | Debutants                   | Debutants            |
| Mali                  | Debutants                   | Debutants            |
| Marroc                | Debutants                   | Debutants            |
| Togo                  | Debutants                   | Debutants            |
| Sudan (vigent campió) | 4 (1957, 1959, 1963 i 1970) | Campions (1970)      |
| Zaire                 | 3 (1965, 1968 i 1970)       | Campions (1968)      |

## Seus
| Yaoundé           | YaoundéDouala | Douala                    |
| Stade Omnisports  | YaoundéDouala | Stade de la Réunification |
| Capacitat: 38.720 | YaoundéDouala | Capacitat: 30.000         |
|                   | YaoundéDouala |                           |

## Competició

### Primera fase

#### Grup A
| Pos | Equip       | PJ | PG | PE | PP | GF | GC | DG | Pts | Classificació  |
| --- | ----------- | -- | -- | -- | -- | -- | -- | -- | --- | -------------- |
| 1   | Camerun (H) | 3  | 2  | 1  | 0  | 5  | 2  | +3 | 5   | Semi-finalista |
| 2   | Mali        | 3  | 0  | 3  | 0  | 5  | 5  | 0  | 3   | Semi-finalista |
| 3   | Kenya       | 3  | 0  | 2  | 1  | 3  | 4  | −1 | 2   |                |
| 4   | Togo        | 3  | 0  | 2  | 1  | 4  | 6  | −2 | 2   |                |

| Camerun                 | 2–1 | Kenya    |
| ----------------------- | --- | -------- |
| N'Doga 7' · N'Dongo 20' |     | Niva 44' |

| Mali                                              | 3–3 | Togo                       |
| ------------------------------------------------- | --- | -------------------------- |
| Bakary Traoré 10' · F. Keita 46' · Bako Touré 49' |     | Kaolo 45' (pen.), 60', 81' |

| Mali         | 1–1 | Kenya         |
| ------------ | --- | ------------- |
| F. Keita 45' |     | Nicodémus 60' |

| Camerun            | 2–0 | Togo |
| ------------------ | --- | ---- |
| Maya 64' · Mvé 79' |     |      |

| Togo      | 1–1 | Kenya         |
| --------- | --- | ------------- |
| Kaolo 60' |     | Pelé Ouma 30' |

| Camerun      | 1–1 | Mali         |
| ------------ | --- | ------------ |
| N'Doumbé 67' |     | F. Keita 43' |

#### Grup B
| Pos | Equip  | PJ | PG | PE | PP | GF | GC | DG | Pts | Classificació  |
| --- | ------ | -- | -- | -- | -- | -- | -- | -- | --- | -------------- |
| 1   | Zaire  | 3  | 1  | 2  | 0  | 4  | 2  | +2 | 4   | Semi-finalista |
| 2   | Congo  | 3  | 1  | 1  | 1  | 5  | 5  | 0  | 3   | Semi-finalista |
| 3   | Marroc | 3  | 0  | 3  | 0  | 3  | 3  | 0  | 3   |                |
| 4   | Sudan  | 3  | 0  | 2  | 1  | 4  | 6  | −2 | 2   |                |

| Congo       | 1–1 | Marroc    |
| ----------- | --- | --------- |
| Moukila 45' |     | Faras 34' |

| Zaire       | 1–1 | Sudan                 |
| ----------- | --- | --------------------- |
| Mayanga 53' |     | Hasabu El-Sagheer 55' |

| Marroc    | 1–1 | Sudan                    |
| --------- | --- | ------------------------ |
| Faras 32' |     | Bushara Abdel-Nadief 49' |

| Zaire            | 2–0 | Congo |
| ---------------- | --- | ----- |
| N'Tumba 16', 59' |     |       |

| Marroc    | 1–1 | Zaire      |
| --------- | --- | ---------- |
| Faras 36' |     | Mayanga 3' |

| Congo                                        | 4–2 | Sudan                               |
| -------------------------------------------- | --- | ----------------------------------- |
| M'Bono 8', 55' · M'Pelé 32' · Bahamboula 46' |     | Abdel Wahab 37' · Bushara Wahba 44' |

### Eliminatòries
|  | Semifinals       | Semifinals |                  |   | Final | Final |
|  |                  |            |                  |   |       |       |
|  | 2 març – Yaoundé |            |                  |   |       |       |
|  |                  |            |                  |   |       |       |
|  | Camerun          | 0          |                  |   |       |       |
|  | Camerun          | 0          | 4 març – Yaoundé |   |       |       |
|  | Congo            | 1          |                  |   |       |       |
|  | Congo            | 1          | Congo            | 3 |       |       |
|  | 2 març – Douala  |            | Congo            | 3 |       |       |
|  |                  | Mali       | 2                |   |       |       |
|  | Zaire            | Mali       | 2                | 3 |       |       |
|  | Zaire            |            |                  | 3 |       |       |
|  | Mali (pr.)       | 4          |                  |   |       |       |
|  | Mali (pr.)       | 4          | Tercer lloc      |   |       |       |
|  |                  |            |                  |   |       |       |
|  | 5 març – Yaoundé |            |                  |   |       |       |
|  |                  |            |                  |   |       |       |
|  | Camerun          | 5          |                  |   |       |       |
|  | Camerun          | 5          |                  |   |       |       |
|  | Zaire            | 2          |                  |   |       |       |

#### Semifinals
| Camerun | 0–1 | Congo     |
| ------- | --- | --------- |
|         |     | Minga 31' |

| Zaire                                 | 3–4 (pr.) | Mali                                             |
| ------------------------------------- | --------- | ------------------------------------------------ |
| N'Tumba 6' · Etepé 61' · Ngassebe 78' |           | A. Traoré 17' · B. Touré 68' · F. Keita 48', 92' |

#### 3r i 4t lloc
| Camerun                                                             | 5–2 | Zaire                   |
| ------------------------------------------------------------------- | --- | ----------------------- |
| Akono 4' (pen.) · N'Dongo 31' · Owona 32' · Mouthé 34' · N'Doga 42' |     | Etepé 13' · Mayanga 17' |

#### Final
| Congo                        | 3–2 | Mali                         |
| ---------------------------- | --- | ---------------------------- |
| M'Bono 57', 59' · M'Pelé 63' |     | Diakhité 42' · M. Traoré 75' |

## Campió
| Guanyador de Copa d'Àfrica 1972 |
| ------------------------------- |
| · Congo · Primer títol          |

## Golejadors
5 gols
- Fantamady Keita

4 gols
- Jean-Michel M'Bono

3 gols
- Ahmed Faras
- Edmond Apéti Kaolo
- Mayanga Maku
- Jean Kalala N'Tumba

2 gols
- Jean-Baptiste N'Doga
- Paul-Gaston N'Dongo
- François M'Pelé
- Bako Touré
- Kakoko Etepé

1 gol
- Jean Paul Akono
- Simo Emmanuel Mvé
- François N'Doumbe
- Joseph Yegba Maya
- Philippe Michel Mouthé
- Norbert Owona
- Jonas Bahamboula
- Noël Birindi Minga
- Paul Moukila
- Daniel Arudhi Nicodémus
- Jonathan Niva
- Peter "Pelé" Ouma
- Adama Traoré
- Bakary Traoré
- Moussa Diakhité
- Moussa Traoré
- Sanad Bushara Abdel-Nadief
- Kamal Abdel Wahab
- Hasabu El-Sagheer
- Ahmed Bushara Wahba
- Covi Adé
- Gary Ngassebe

## Equip ideal de la CAF
Porter
- Allal Ben Kassou

Defenses
- Abdella "Kaunda" El-Ser
- Tshimen Bwanga
- Paul Nlend
- Boujemaa Benkhrif

Mitjos
- Noël Birindi Minga
- Mayanga Maku
- Paul-Gaston N'Dongo
- Jean-Pierre Tokoto

Davanters
- Kakoko Etepé
- François M'Pelé